# Micraphorura pieninensis
Micraphorura pieninensis is een springstaartensoort uit de familie van de Onychiuridae. De wetenschappelijke naam van de soort is voor het eerst geldig gepubliceerd in 1988 door Weiner.